# ラウレアーナ・チレント
ラウレアーナ・チレント（伊: Acerno）は、イタリア共和国カンパニア州サレルノ県にある、人口約1,200人の基礎自治体（コムーネ）。

## 地理

### 位置・広がり

#### 隣接コムーネ
隣接するコムーネは以下の通り。
- アグローポリ
- カステッラバーテ
- ルストラ
- ペルディフーモ
- トルキアーラ